# Вальтер Келле
Вальтер Келле (нім. Walther Kölle; 3 серпня 1907, Ульм — 10 січня 1992) — німецький офіцер-підводник, фрегаттен-капітан крігсмаріне.

## Біографія
1 квітня 1926 року вступив на флот. До серпня 1939 року служив на важкому крейсері «Адмірал граф Шпее». З вересня 1939 року — командир роти військово-морського училища в Фленсбурзі-Мюрвіку. З вересня 1940 року — інструктор на командному пункті ВМС у Вліссінгені. З 1 листопада 1940 по 29 березня 1941 року пройшов курс підводника, з 28 квітня по 5 червня —командирську практику на підводному човні U-94, з 9 червня по 2 липня — курс командира човна. З 2 серпня 1941 по 30 вересня 1942 року — командир U-154, на якому здійснив 3 походи (разом 164 дні в морі) і потопив 7 кораблів загальною водотоннажністю 31 352 тонни.
| Дата           | Назва корабля   | Тип                        | Tons  | Вантаж                                                            | Екіпаж | Загинули | Країна             |
| -------------- | --------------- | -------------------------- | ----- | ----------------------------------------------------------------- | ------ | -------- | ------------------ |
| 4 квітня 1942  | Comol Rico      | Паровий танкер             | 5,034 | 8068 тонн меляси навалом                                          | 42     | 3        | США                |
| 5 квітня 1942  | Catahoula       | Паровий танкер             | 5,030 | Меляса                                                            | 45     | 7        | США                |
| 12 квітня 1942 | Delvalle        | Торговий пароплав          | 5,032 | 5165 тонн генеральних вантажів                                    | 63     | 2        | США                |
| 13 квітня 1942 | Empire Amethyst | Паровий танкер             | 8,032 | 12 000 тонн моторного спирту                                      | 47     | 47       | Британська імперія |
| 20 квітня 1942 | Vineland        | Торговий пароплав          | 5,587 | Баласт                                                            | 35     | 1        | Канада             |
| 28 червня 1942 | Tillie Lykes    | Торговий пароплав          | 2,572 | 2705 тонн генеральних вантажів, включаючи продовольство і техніку | 33     | 33       | США                |
| 6 липня 1942   | Lalita          | Моторний рибальський човен | 65    |                                                                   | ?      | 0        | Панама             |

З 1 жовтня 1942 року — командир 1-го дивізіону Військово-морського училища в Шлезвігу. У вересні 1943 року переданий в розпорядження спеціального окупаційного командування в Генуї, в грудні 1943 року — військово-морського училища в Фленсбурзі-Мюрвіку. З січня 1944 року — 1-й офіцер на навчальному кораблі «Ганза». З жовтня 1944 року служив в штабі організаційного відділу командного штабу ОКВ. В травні 1945 року взятий в полон британськими військами. 14 червня 1945 року звільнений.

## Звання
- Кандидат в офіцери (1 квітня 1926)
- Морський кадет (12 жовтня 1926)
- Фенріх-цур-зее (1 квітня 1928)
- Оберфенріх-цур-зее (1 червня 1930)
- Лейтенант-цур-зее (1 жовтня 1930)
- Оберлейтенант-цур-зее (1 квітня 1933)
- Капітан-лейтенант (1 квітня 1936)
- Корветтен-капітан (1 квітня 1941)
- Фрегаттен-капітан (1 березня 1945)

## Нагороди
- Медаль «За вислугу років у Вермахті» 4-го і 3-го класу (12 років)
- Іспанський хрест в бронзі (6 червня 1939)
- Нагрудний знак підводника (10 травня 1942)
- Залізний хрест 2-го і 1-го класу (10 травня 1942) — отримав 3 нагороди одночасно.